# Haumea (planetă pitică)
Haumea (simbol: ; cunoscută înainte ca 136108 Haumea) este, ca mărime, a treia planetă pitică, fiind situată în Centura Kuiper.
A fost descoperită în 2004 de o echipă condusă de Mike Brown de la Observatorul Palomar din Statele Unite și în 2005 de o echipă condusă de J. L. Ortiz de la Observatorul Sierra Nevada din Spania; a doua variantă a fost contestată.
La 17 septembrie 2008, Uniunea Astronomică Internațională a încadrat-o în categoria planetelor pitice și a fost denumită după zeița hawaiană a Pământului și a fertilității, Haumea.
Masa Haumea este de aproximativ o treime din cea a lui Pluto și 1/1400 din cea a Pământului. Deși forma sa nu a fost observată în mod direct, calculele din curba sa de lumină sunt în concordanță cu faptul că este un elipsoid Jacobi (forma ar fi dacă ar fi o planetă pitică), cu axa sa majoră de două ori mai lungă decât cea minoră. În octombrie 2017, astronomii au anunțat descoperirea unui sistem de inele în jurul Haumea, reprezentând primul sistem de inele descoperit pentru un obiect trans-Neptunian. Gravitatea lui Haumea a fost considerată până de curând suficientă pentru ca aceasta să se relaxeze în echilibru hidrostatic, deși acum nu este clar. Forma alungită a Haumea, împreună cu rotația rapidă, inelele și albedo-ul înalt (de pe o suprafață de gheață de apă cristalină), sunt considerate a fi consecințele unei coliziuni uriașe, care a lăsat Haumea cel mai mare membru al unei familii de coliziune care include mai multe trans -Obiecte Neptuniene și cele două luni cunoscute ale lui Haumea, Hiʻiaka și Namaka.

## Istorie

### Descoperire
Două echipe își cer creditul pentru descoperirea Haumea. O echipă formată din Mike Brown din Caltech, David Rabinowitz de la Universitatea Yale și Chad Trujillo de la Gemini Observatory din Hawaii au descoperit Haumea pe 28 decembrie 2004 pe imaginile pe care le făcuseră pe 6 mai 2004. Pe 20 iulie 2005, au publicat un rezumat al unui raport destinat să anunțe descoperirea la o conferință din septembrie 2005. [23] În această perioadă, José Luis Ortiz Moreno și echipa sa de la Instituto de Astrofísica de Andalucía de la Observatorul Sierra Nevada din Spania au găsit Haumea pe imagini realizate în perioada 7-10 martie 2003. ]Ortiz a trimis un e-mail Minor Planet Center cu descoperirea lor în noaptea de 27 iulie 2005.
Brown a acordat inițial credit pentru descoperire Ortiz , dar a ajuns să suspecteze echipa spaniolă de fraudă, aflând că jurnalele sale de observație au fost accesate de la observatorul spaniol cu o zi înainte de anunțul descoperirii.
Aceste jurnale includeau suficiente informații pentru a permite echipei Ortiz să pre-acopere Haumea în imaginile lor din 2003 și au fost accesate din nou chiar înainte de ora programată a telescopului Ortiz pentru a obține imagini de confirmare pentru un al doilea anunț către MPC pe 29 iulie. Ortiz a recunoscut ulterior că a accesat jurnalele de observație Caltech, dar au negat orice acțiune greșită, afirmând că el doar verifica dacă au descoperit un obiect nou. Imaginile de pre-descoperire ale Haumea au fost identificate încă din 22 martie 1955. 
Protocolul IAU este că creditul de descoperire pentru o planetă minoră revine oricui transmite mai întâi un raport către MPC (Minor Planet Center) cu suficiente date de poziție pentru o determinare decentă a orbitei sale și că descoperitorul creditat are prioritate în alegerea unui nume. Cu toate acestea, anunțul IAU din 17 septembrie 2008, potrivit căruia Haumea fusese numită de către un comitet dual înființat pentru corpurile așteptate a fi planete pitice, nu menționa un descoperitor. Locația descoperirii a fost listată ca Observatorul Sierra Nevada al echipei spaniole, dar numele ales, Haumea, a fost propunerea Caltech; Echipa lui Ortiz propusese „Ataecina”, vechea zeiță iberică a primăverii,  care, ca zeitate chtonică, ar fi fost potrivită pentru un plutino.

### Nume
Până când i s-a dat un nume permanent, echipa de descoperiri Caltech a folosit porecla „Moș Crăciun” între ei, deoarece descoperiseră Haumea pe 28 decembrie 2004, chiar după Crăciun.  Echipa spaniolă a fost prima care a depus o cerere de descoperire la Minor Planet Center, în iulie 2005. La 29 iulie 2005, Haumea a primit denumirea provizorie 2003 EL61, pe baza datei imaginii descoperirii spaniole. La 7 septembrie 2006, a fost numerotată și admisă în catalogul oficial al planetei minore sub denumirea (136108) 2003 EL61.
Urmând liniile directoare stabilite la acea vreme de IAU că obiectelor clasice ale centurii Kuiper li se vor da nume de ființe mitologice asociate cu creația,  în septembrie 2006, echipa Caltech a trimis la IAU nume formale din mitologia hawaiană pentru ambele (136108) 2003 EL61 și lunile sale, pentru „a aduce un omagiu locului în care au fost descoperiți sateliții”.  Numele au fost propuse de David Rabinowitz din echipa Caltech. Haumea este zeița matronă a insulei Hawaiʻi, unde se află Observatorul Mauna Kea. În plus, ea este identificată cu tata, zeița pământului și soția lui Wākea (spațiu),  care, la vremea respectivă, părea potrivită deoarece se credea că Haumea este compusă aproape în întregime din roci solide, fără gheață groasă manta peste un mic miez stâncos tipic altor obiecte cunoscute ale centurii Kuiper.  În sfârșit, Haumea este zeița fertilității și nașterii, cu mulți copii care au izvorât din diferite părți ale corpului ei; [32] aceasta corespunde roiului de corpuri înghețate despre care se crede că a rupt corpul principal în timpul unei coliziuni antice. Cele două luni cunoscute, despre care se crede că s-au format în acest mod, [34] sunt astfel numite după două dintre fiicele lui Haumea, Hiʻiaka și Nāmaka. 
Propunerea echipei Ortiz, Ataecina, nu îndeplinea cerințele de numire a IAU, deoarece numele zeităților chtonice erau rezervate pentru obiecte trans-neptuniene rezonante stabil, cum ar fi plutinos care rezonează 3: 2 cu Neptun, în timp ce Haumea se afla într-un 7 intermitent: 12 rezonanță și astfel, prin unele definiții, nu era un corp rezonant. Criteriile de numire vor fi clarificate la sfârșitul anului 2019, când IAU a decis că cifrele chtonice vor fi utilizate în mod specific pentru plutini. 

## Orbita

Vedere schematică a orbitelor lui Haumea (în galben), Pluto (în roșu) și Neptun (în gri).

Haumea este clasată ca obiect transneptunian clasic, posedând o orbită tipică: destul de excentrică, periheliul său este aproape la 35 u.a., iar afeliul său atinge 51 u.a. Ea prezintă și o înclinație semnificativă de circa 28°.
Haumea s-a aflat la afeliu în 1991, iar viitoarea sa trecere la periheliu se va produce în 2133.
Orbita lui Haumea are o excentricitate ușor mai mare decât a celorlalți membri ai familiei sale.
Haumea are o perioadă orbitală de 284 de ani pe Pământ, un periheliu de 35 UA și o înclinație orbitală de 28 °.  A trecut afeliu la începutul anului 1992  și este în prezent la mai mult de 50 UA de Soare.  Va ajunge la periheliu în 2133.  Orbita Haumeei are o excentricitate ceva mai mare decât cea a celorlalți membri ai familiei sale colizionale. Se crede că acest lucru se datorează rezonanței orbitale slabe a lui Haumea 7:12 cu Neptun modificându-și treptat orbita inițială pe parcursul unui miliard de ani,  prin efectul Kozai, care permite schimbul înclinației orbitei pentru creșterea excentricitate. 
Cu o magnitudine vizuală de 17,3,  Haumea este cel de-al treilea cel mai strălucitor obiect din centura Kuiper după Pluto și Makemake și ușor de observat cu un telescop amator mare.  Cu toate acestea, deoarece planetele și majoritatea corpurilor mici ale Sistemului Solar împărtășesc o aliniere orbitală comună de la formarea lor în discul primordial al Sistemului Solar, cele mai multe sondaje timpurii pentru obiecte îndepărtate s-au concentrat pe proiecția pe cer a acestui plan comun, numită ecliptică.  Pe măsură ce regiunea cerului din apropierea eclipticii a devenit bine explorată, cercetările ulterioare ale cerului au început să caute obiecte care fuseseră excitate dinamic în orbite cu înclinații mai mari, precum și obiecte mai îndepărtate, cu mișcări medii mai lente pe cer. Aceste sondaje au acoperit în cele din urmă locația Haumea, cu înclinația sa orbitală ridicată și poziția actuală departe de ecliptică.

### Posibilă rezonanță cu Neptun
Se crede că Haumea se află într-o rezonanță orbitală intermitentă de 7:12 cu Neptun.  Nodul său ascendent Ω precese cu o perioadă de aproximativ 4,6 milioane de ani, iar rezonanța este ruptă de două ori pe ciclu de precesiune, sau la fiecare 2,3 milioane de ani, pentru a reveni după o sută de mii de ani mai târziu. Marc Buie o califică drept non-rezonantă.

## Caracteristici fizice

### Rotatie
Haumea prezintă fluctuații mari de luminozitate pe o perioadă de 3,9 ore, ceea ce poate fi explicat doar printr-o perioadă de rotație a acestei lungimi.  Acest lucru este mai rapid decât orice alt corp de echilibru cunoscut din sistemul solar și, într-adevăr, mai rapid decât orice alt corp cunoscut cu un diametru mai mare de 100 km. În timp ce majoritatea corpurilor rotative în echilibru sunt aplatizate în sferoide oblate, Haumea se rotește atât de repede încât este distorsionată într-un elipsoid triaxial. Dacă Haumea ar roti mult mai rapid, s-ar distorsiona într-o formă de halteră și s-ar împărți în două. Se crede că această rotație rapidă a fost cauzată de impactul care a creat sateliții și familia colizională.
Planul ecuatorului Haumea este orientat aproape de marginea Pământului în prezent și este, de asemenea, ușor decalat de planurile orbitale ale inelului său și de luna sa exterioară Hiʻiaka. Deși inițial se presupunea că este coplanar cu planul orbital al lui Hiʻiaka de Ragozzine și Brown în 2009, modelele lor de formare colizională a sateliților Haumea au sugerat în mod constant planul ecuatorial al Haumea să fie cel puțin aliniat cu planul orbital al lui Hiʻiaka cu aproximativ 1 °. Acest lucru a fost susținut de observațiile unei ocultări stelare de către Haumea în 2017, care a dezvăluit prezența unui inel aproximativ coincident cu planul orbitei lui Hiʻiaka și ecuatorul lui Haumea.  O analiză matematică a datelor de ocultare de către Kondratyev și Kornoukhov în 2018 a reușit să constrângă unghiurile relative de înclinare ale ecuatorului Haumea față de planurile orbitale ale inelului său și Hiʻiaka, care s-au dovedit a fi înclinate 3,2 ° ± 1,4 ° și 2,0 ° ± 1,0 ° în raport cu ecuatorul lui Haumea, respectiv. De asemenea, au derivat două soluții pentru direcția polului nord al Haumea, arătând către coordonatele ecuatoriale (α, δ) = (282,6 °, –13,0 °) sau (282,6 °, –11,8 °).

### Marime, forma, compozitie
Mărimea unui obiect al sistemului solar poate fi dedusă din magnitudinea sa optică, distanța și albedo-ul său. Obiectele par luminoase observatorilor Pământului, fie pentru că sunt mari, fie pentru că sunt foarte reflectante. Dacă reflectivitatea lor (albedo) poate fi stabilită, atunci se poate face o estimare aproximativă a mărimii lor. Pentru cele mai îndepărtate obiecte, albedo-ul este necunoscut, dar Haumea este suficient de mare și de strălucitoare pentru a putea fi măsurată emisia sa termică, ceea ce a dat o valoare aproximativă pentru albedo-ul său și, prin urmare, dimensiunea sa. Cu toate acestea, calculul dimensiunilor sale este complicat de rotația sa rapidă. Fizica de rotație a corpurilor deformabile prezice că peste o sută de zile,un corp care se rotește la fel de repede ca Haumea va fi fost distorsionat în forma de echilibru a unui elipsoid triaxial. Se crede că cea mai mare parte a fluctuației în luminozitatea Haumea este cauzată nu de diferențele locale în albedo, ci de alternanța vederii laterale și a celei terminale, așa cum se vede de pe Pământ.
Rotația și amplitudinea curbei de lumină a lui Haumea au fost argumentate pentru a pune constrângeri puternice asupra compoziției sale. Dacă Haumea ar fi în echilibru hidrostatic și ar avea o densitate scăzută ca Pluto, cu o mantie groasă de gheață peste un miez mic stâncos, rotația sa rapidă ar fi alungit-o într-o măsură mai mare decât permit fluctuațiile luminoasei sale. Astfel de considerații și-au limitat densitatea la un interval de 2,6-3,3 g / cm3.Prin comparație, Luna, care este stâncoasă, are o densitate de 3,3 g / cm3, în timp ce Pluto, care este tipic obiectelor de gheață din centura Kuiper, are o densitate de 1,86 g / cm3. Posibila densitate ridicată a Haumea acoperea valorile pentru mineralele silicatice, cum ar fi olivina și piroxenul, care alcătuiesc multe dintre obiectele stâncoase din sistemul solar. Acest lucru a sugerat, de asemenea, că cea mai mare parte din Haumea a fost acoperită cu roci cu un strat relativ subțire de gheață. O mantie groasă de gheață mai tipică obiectelor din centura Kuiper ar fi putut fi distrusă în timpul impactului care a format familia colizională Haumean.
Deoarece Haumea are luni, masa sistemului poate fi calculată din orbitele lor folosind a treia lege a lui Kepler. Rezultatul este de 4,2 × 1021 kg, 28% masa sistemului plutonian și 6% cea a Lunii. Aproape toată această masă se află în Haumea. [S-au făcut mai multe calcule model elipsoid ale dimensiunilor lui Haumea. Primul model produs după descoperirea lui Haumea a fost calculat din observațiile la sol ale curbei de lumină a lui Haumea la lungimi de undă optice: a furnizat o lungime totală de 1.960 până la 2.500 km și un albedo vizual (pv) mai mare de 0,6.  Cea mai probabilă formă este un elipsoid triaxial cu dimensiuni aproximative de 2.000 × 1.500 × 1.000 km, cu un albedo de 0.71. Observațiile efectuate de telescopul spațial Spitzer dau un diametru de 1.150 + 250
−100 km și un albedo de 0,84 + 0,1
−0,2, din fotometrie la lungimi de undă în infraroșu de 70 μm.  Analizele ulterioare ale curbei de lumină au sugerat un diametru circular echivalent de 1.450 km. [48] În 2010, o analiză a măsurătorilor luate de Telescopul Spațial Herschel împreună cu măsurătorile mai vechi ale Telescopului Spitzer a dat o nouă estimare a diametrului echivalent al Haumea - aproximativ 1300 km. [49] Aceste estimări independente ale dimensiunilor se suprapun la un diametru mediu geometric mediu de aproximativ 1.400 km. În 2013, telescopul spațial Herschel a măsurat diametrul circular echivalent al Haumea la aproximativ 1.240 km.
Cu toate acestea, observațiile unei ocultări stelare din ianuarie 2017 au pus la îndoială toate aceste concluzii. Forma măsurată a Haumea, deși alungită așa cum se presupunea anterior, părea să aibă dimensiuni semnificativ mai mari - conform datelor obținute din ocultarea Haumea este aproximativ diametrul lui Pluton de-a lungul celei mai lungi axe și aproximativ jumătate din cel al polilor săi. Densitatea rezultată calculată din forma observată a Haumea a fost de aproximativ 1,8 g / cm3 - mai mult în concordanță cu densitățile altor TNO mari. Această formă rezultată părea să fie incompatibilă cu un corp omogen în echilibru hidrostatic, deși Haumea pare a fi unul dintre cele mai mari obiecte trans-neptuniene descoperite, mai mici decât Eris, Pluto, similar cu Makemake și, eventual, Gonggong. , și mai mare decât Sedna, Quaoar și Orcus.
Un studiu din 2019 a încercat să rezolve măsurătorile conflictuale ale formei și densității Haumea utilizând modelarea numerică a Haumea ca corp diferențiat. S-a constatat că dimensiunile ≈ 2.100 × 1.680 × 1.074 km (modelarea axei lungi la intervale de 25 km) se potrivesc cel mai bine cu forma observată a Haumea în timpul ocultării din 2017, fiind în același timp compatibilă atât cu suprafața, cât și cu scalenul miezului. forme elipsoide în echilibru hidrostatic. Soluția revizuită pentru forma Haumea implică faptul că are un miez de aproximativ 1.626 × 1.446 × 940 km, cu o densitate relativ mare de ≈ 2,68 g / cm3, indicativ pentru o compoziție în mare parte a silicaților hidrați precum kaolinita. Miezul este înconjurat de o manta înghețată care are o grosime cuprinsă între aproximativ 70 la poli și 170 km de-a lungul celei mai lungi axe a acestuia, cuprinzând până la 17% din masa Haumea. Densitatea medie a Haumea este estimată la ≈ 2.018 g / cm3, cu un albedo de ≈ 0.66.

### Suprafata
În 2005, telescoapele Gemeni și Keck au obținut spectre ale Haumea, care au arătat caracteristici puternice de gheață de apă cristalină, similare cu suprafața lunii lui Pluto, Caron.  Acest lucru este deosebit, deoarece gheața cristalină se formează la temperaturi peste 110 K, în timp ce temperatura suprafeței Haumea este sub 50 K, temperatură la care se formează gheață amorfă. În plus, structura gheții cristaline este instabilă sub ploaia constantă de raze cosmice și particule energetice de la Soare care lovesc obiecte trans-neptuniene. Scala de timp pentru ca gheața cristalină să revină la gheață amorfă sub acest bombardament este de ordinul a zece milioane de ani, totuși, obiectele trans-neptuniene au fost în locațiile lor actuale la temperatură rece pentru perioade de timp de miliarde de ani. Daunele provocate de radiații ar trebui să înroșească și să întunece suprafața obiectelor trans-neptuniene unde sunt prezente materialele comune de suprafață ale înghețurilor organice și ale compușilor asemănători cu tholin, cum este cazul lui Pluton. Prin urmare, spectrele și culoarea sugerează că Haumea și membrii familiei sale au suferit recent refaceri care au produs gheață proaspătă. Cu toate acestea, nu a fost sugerat nici un mecanism de refacere plauzibil. Haumea este la fel de strălucitoare ca zăpada, cu un albedo în intervalul 0,6-0,8, în concordanță cu gheața cristalină.  Alte TNO mari, cum ar fi Eris, par să aibă albedos la fel de mare sau mai mare.  Modelarea cea mai potrivită a spectrelor de suprafață a sugerat că 66% până la 80% din suprafața Haumean pare a fi gheață de apă cristalină pură, cu un factor care contribuie la albedo mare, eventual cianură de hidrogen sau argile filosilicate. Pot fi prezente și săruri anorganice de cianură, cum ar fi cianura de cupru și potasiu. Cu toate acestea, studii suplimentare ale spectrelor vizibile și în infraroșu apropiat sugerează o suprafață omogenă acoperită de un amestec intim 1: 1 de gheață amorfă și cristalină, împreună cu cel mult 8% organice. Absența hidratului de amoniac exclude criovolcanismul și observațiile confirmă faptul că evenimentul colizional trebuie să se fi produs cu mai mult de 100 de milioane de ani în urmă, în acord cu studiile dinamice.  Absența metanului măsurabil în spectrele Haumea este în concordanță cu o istorie caldă de coliziune care ar fi îndepărtat astfel de substanțe volatile,  spre deosebire de Makemake.
În plus față de fluctuațiile mari ale curbei de lumină a Haumea datorită formei corpului, care afectează în mod egal toate culorile, variațiile de culoare independente mai mici observate atât în lungimile de undă vizibile, cât și în cele din infraroșu apropiat prezintă o regiune la suprafață care diferă atât în ceea ce privește culoarea, cât și în albedo.Mai precis, o zonă mare de culoare roșu închis pe suprafața albă strălucitoare a Haumea a fost văzută în septembrie 2009, posibil o caracteristică de impact, care indică o zonă bogată în minerale și compuși organici (cu conținut ridicat de carbon) sau, eventual, o proporție mai mare de gheață cristalină.  Astfel, Haumea poate avea o suprafață pestriță care amintește de Pluto, dacă nu chiar la fel de extremă.

## Inel
O ocultare stelară observată la 21 ianuarie 2017 și descrisă într-un articol din octombrie 2017 despre natură a indicat prezența unui inel în jurul Haumea. Acesta reprezintă primul sistem inelar descoperit pentru un TNO. Inelul are o rază de aproximativ 2.287 km, o lățime de ~ 70 km și o opacitate de 0,5. Se află cu mult în limita Roche a lui Haumea, care ar fi pe o rază de aproximativ 4.400 km dacă ar fi sferică (a fi nesferică împinge limita mai departe). Planul inelar este înclinat cu 3,2 ° ± 1,4 ° față de planul ecuatorial al Haumea și coincide aproximativ cu planul orbital al lunii sale exterioare mai mari Hiʻiaka.Inelul este, de asemenea, aproape de rezonanța orbitei-spin cu rotația lui Haumea (care se află pe o rază de 2.285 ± 8 km de centrul Haumea). Se estimează că inelul contribuie cu 5% la luminozitatea totală a Haumea. 
Într-un studiu despre dinamica particulelor de inel publicat în 2019, Othon Cabo Winter și colegii săi au arătat că rezonanța 1: 3 cu rotația Haumea este instabilă dinamic, dar că există o regiune stabilă în spațiul de fază, în concordanță cu locația lui Haumea. inel. Acest lucru indică faptul că particulele inelului își au originea pe orbite circulare, periodice, care sunt apropiate, dar nu în interiorul rezonanței.

## Sateliti
Au fost descoperiți doi sateliți mici care orbitează Haumea, (136108) Haumea I Hiʻiaka și (136108) Haumea II Namaka. Darin Ragozzine și Michael Brown i-au descoperit pe amândoi în 2005, prin observațiile lui Haumea folosind Observatorul W. M. Keck.
Hiʻiaka, poreclit la început „Rudolph” de echipa Caltech, a fost descoperit la 26 ianuarie 2005.Este exteriorul și, cu aproximativ 310 km în diametru, este cel mai mare și mai luminos dintre cele două, și orbitează Haumea într-o cale aproape circulară la fiecare 49 de zile.Caracteristicile puternice de absorbție la 1,5 și 2 micrometri în spectrul infraroșu sunt în concordanță cu gheața de apă cristalină aproape pură care acoperă o mare parte a suprafeței. [63] Spectrul neobișnuit, împreună cu liniile de absorbție similare de pe Haumea, i-au determinat pe Brown și colegii săi să concluzioneze că capturarea a fost un model puțin probabil pentru formarea sistemului și că lunile Haumean trebuie să fie fragmente din Haumea însăși. 
Namaka, satelitul interior mai mic din Haumea, a fost descoperit la 30 iunie 2005 și poreclit „Blitzen”. Este o zecime din masa lui Hiʻiaka, care orbitează Haumea în 18 zile într-o orbită foarte eliptică, non-kepleriană și, începând din 2008, este înclinată la 13 ° față de luna mai mare, care îi perturba orbita. Excentricitățile relativ mari, împreună cu înclinația reciprocă a orbitelor sateliților, sunt neașteptate, deoarece ar fi trebuit să fie amortite de efectele mareelor. Un pasaj relativ recent al unei rezonanțe 3: 1 cu Hiʻiaka ar putea explica orbitele excitate actuale ale lunilor Haumean. 
În prezent, orbitele lunilor Haumean apar aproape exact de marginea Pământului, Namaka ocultând periodic Haumea.Observarea unor astfel de tranzite ar oferi informații precise cu privire la dimensiunea și forma Haumea și a lunilor sale, așa cum sa întâmplat la sfârșitul anilor 1980 cu Pluto și Charon. Schimbarea minusculă a luminozității sistemului în timpul acestor ocultații va necesita cel puțin un telescop profesional cu deschidere medie pentru detectare.Hiʻiaka a ocultat ultima oară Haumea în 1999, cu câțiva ani înainte de descoperire, și nu va mai face acest lucru timp de aproximativ 130 de ani. Cu toate acestea, într-o situație unică printre sateliții obișnuiți, orbita lui Namaka este puternic stricată de Hiʻiaka, care a păstrat unghiul de vizualizare al tranzitelor Namaka-Haumea încă câțiva ani.
| Numele  | Distanța fata de Haumea | Diametrul în kilometri | Denumirea provizorie |
| ------- | ----------------------- | ---------------------- | -------------------- |
| Hi'iaka | 49 500 km               | ~310                   | S/2005 (2003 EL61) 1 |
| Namaka  | 39 300 km               | ~170                   | S/2005 (2003 EL61) 2 |